# Camforquinona
La camforquinona, també coneguda com a 2,3-bornandiona, és un fotoiniciador utilitzat per curar (endurir) compoòsits dentals.
La polimerització és induïda molt lentament per la camforquinona, de manera que les amines com la N,N-dimetil-p-toluidina o la N-fenilglicine se solen afegir per augmentar la velocitat de curat.
Absorbeix molt dèbilment a 468 nm (coeficient d'extinció de 40 M−1·cm-1) donant-li un color groc pàl·lid. La fotoexcitació resulta en una formació gairebé quantitativa del seu estat triplet a través de l'encreuament intersistemes i una fluorescència molt feble.
Es pot hidrolitzar mitjançant l'enzim 6-oxocamfor hidrolasa.